# Négy esküvő és egy temetés (televíziós sorozat)
A Négy esküvő és egy temetés (eredeti cím: Four Weddings and a Funeral) 2019-ben bemutatott amerikai romantikus vígjáték-websorozat, amelyet Mindy Kaling és Matt Warburton alkotott meg az 1994-es azonos című film alapján. A főbb szerepekben Nathalie Emmanuel, Nikesh Patel, Rebecca Rittenhouse, John Reynolds, Brandon Mychal Smith és Zoe Boyle látható. A websorozat a Kaling International Inc., a Working Title Films, a Philoment Media, a 3 Arts Entertainment, az MGM Televízió és a Universal Television gyártásában készült, forgalmazója az NBCUniversal Television Distribution és az MGM Worldwide Television Distribution.
Az Amerikai Egyesült Államokban 2019. július 31-től volt látható a Hulun. Magyarországon 2020. május 30-án mutatta be az RTL Klub.

## Ismertető
Négy barát (Maya, Craig, Ainsley és Duffy) újra találkoznak egy mesés londoni esküvőn.

## Szereplők

### Főszereplők
| Színész              | Szereplő       | Magyar hang   |
| -------------------- | -------------- | ------------- |
| Nathalie Emmanuel    | Maya           | Gyöngy Zsuzsa |
| Nikesh Patel         | Kash           | Posta Victor  |
| Rebecca Rittenhouse  | Ainsley Howard | Mezei Kitty   |
| John Reynolds        | Duffy          | Ágoston Péter |
| Brandon Mychal Smith | Craig          | Király Dániel |
| Zoe Boyle            | Gemma          | Major Melinda |
| Sophia La Porta      | Zara           | Böhm Anita    |
| Harish Patel         | Haroon         | Vida Péter    |
| Guz Khan             | Basheer        | Turi Bálint   |

### Mellékszereplők
| Színész                | Szereplő        | Magyar hang        |
| ---------------------- | --------------- | ------------------ |
| Krrish Patel           | Asif Khan       | Maszlag Bálint     |
| Hector Bateman-Harden  | Giles           | Szefcsik Boldizsár |
| Nathan Stewart-Jarrett | Tony 2          | Pál Tamás          |
| Rakhee Thakrar         | Fatima          | Huszárik Kata      |
| Alex Jennings          | Andrew Aldridge | Hirtling István    |
| Jamie Demetriou        | Marcus          | Fehér Tibor        |
| Dermot Mulroney        | Bryce Dylan     | Epres Attila       |
| Ashley Madekwe         | Julia           | Solecki Janka      |
| Hiten Patel            | Imran           | Kálid Artúr        |
| Aimee-Ffion Edwards    | Tabby           | Pataki Szilvia     |
| Richard Fleeshman      | Garrett         | Kis-Horváth Zoltán |

## Epizódok
| Évad | Évad | Epizód | Eredeti sugárzás | Eredeti sugárzás     | Eredeti adó | Magyar sugárzás | Magyar sugárzás  | Magyar adó |
| Évad | Évad | Epizód | Évadpremier      | Évadfinálé           | Eredeti adó | Évadpremier     | Évadfinálé       | Magyar adó |
| ---- | ---- | ------ | ---------------- | -------------------- | ----------- | --------------- | ---------------- | ---------- |
|      | 1    | 10     | 2019. július 31. | 2019. szeptember 11. |             | 2020. május 30. | 2020. július 29. | RTL Klub   |

## 1. évad (2019)
| #   | #   | Eredeti cím               | Magyar cím              | Rendezte           | Írta                             | Eredeti premier      | Magyar premier   |
| --- | --- | ------------------------- | ----------------------- | ------------------ | -------------------------------- | -------------------- | ---------------- |
| 1.  | 1.  | Kash With a K             | Az első nem             | Charles McDougall  | Mindy Kaling & Matt Warburton    | 2019. július 31.     | 2020. május 30.  |
| 2.  | 2.  | Hounslow                  | Kalandos randi          | Charles McDougall  | Mindy Kaling & Tracey Wigfield   | 2019. július 31.     | 2020. június 6.  |
| 3.  | 3.  | We Broke                  | Saját lábon             | Tristram Shapeero  | Matt Warburton                   | 2019. július 31.     | 2020. június 10. |
| 4.  | 4.  | The Winner Takes It All   | A győztes mindent visz  | Tristram Shapeero  | Chris Schleicher                 | 2019. július 31.     | 2020. június 17. |
| 5.  | 5.  | Love, Chalet              | Valóságshow             | Catherine Morshead | Charlie Grandy                   | 2019. augusztus 7.   | 2020. június 24. |
| 6.  | 6.  | Lights, Camera, Wedding   | Tévedések vígjátéka     | Catherine Morshead | Lana Cho                         | 2019. augusztus 14.  | 2020. július 1.  |
| 7.  | 7.  | The Sound of Music        | A muzsika hangja        | Tom Marshall       | Abby Ajayi                       | 2019. augusztus 21.  | 2020. július 8.  |
| 8.  | 8.  | Game Night                | Játék határok nélkül    | Tom Marshall       | Charlie Grandy & Bisha K. Ali    | 2019. augusztus 28.  | 2020. július 15. |
| 9.  | 9.  | Four Friends and a Secret | A titok                 | Catherine Morshead | Meredith Dawson                  | 2019. szeptember 4.  | 2020. július 22. |
| 10. | 10. | New Jersey                | Szerelem New Jersey-ben | Tristram Shapeero  | Tracey Wigfield & Matt Warburton | 2019. szeptember 11. | 2020. július 29. |